# Гиты
Гита (санскр. गीता, IAST: gītā — «песнь» от IAST: gā — «петь») — санскритский термин, используемый по отношению к группе индуистских текстов, написанных в определённом литературном жанре. Классическая «Гита» представляет собою беседу между божеством и учеником (или учениками — также нередко божественными), в ходе которой ученик задаёт вопросы и получает божественное откровение и наставление. Часто включает в себя:
- манифестацию вселенской формы божества — Вишварупа (санскр. विश्वरूप, IAST: viśvarūpa);
- описание учеником (или самим божеством) деяний божества (санскр. चरित, IAST: carita);
- один или больше гимнов, восхваляющих божество;
- теологический или метафизический дискурс;

В «Гитах» нередко выступают на первый план джнана и карма-йога.
Старейшим текстом этого жанра принято считать Бхагавадгиту — она датируется приблизительно IX — II веками до н. э. Рассвет же этого жанра пришёлся на V - XII века н. э. В этот период были написаны многие крупные гиты — Девигита, Шивагита, Уддхавагита, Ганешагита и другие тексты, входящие в состав Пуран и Махабхараты.
Достаточно большой проблемой является классификация гит по тем или иным деноминациям. Ряд гит просто не могут быть четко отнесены к конкретной ветви Санатана-дхармы. Например, распространенной ошибкой является мнение, что такое писание, как Бхагавадгита имеет сугубо конфессиональную принадлежность и относится исключительно к традиции вайшнавизма. В действительности это не так. Бхагавадгита по своей философской составляющей является безусловным писанием Брахмавидьи. 
Недаром важнейший авторитет индуизма раннего средневековья Ади Шанкарачарья написал свою бхашью именно на этот текст (Бхагавадгиту). Бхагавадгита равно ценима большинством школ индуизма. В частности, Шри Кришна, наставляя своего ученика - воина  Арджуну, говорит как Бхагаван, персонифицированный Брахман (Абсолют), находящийся над конфессиональными делениями, связанными с  теми или иными персонификации Абсолюта. По этой причине, Бхагавадгита одинаково подходит любой школе индуизма, будь то шайва, вайшнава или шакта. Наличие многочисленных переводов на индийские языки (впоследствии - и на европейские), содержащих узкоконфессиональные трактовки в рамках тех или иных школ индуизма, для многих сделали невозможным адекватное восприятие данного текста.
Известно более пятидесяти текстов, имеющих в своем названии слово "гита". По большей части, гиты выделены в текстах пуран и итихас (являются их частями), но существуют и в виде самостоятельных произведений (таких как Аштавакрагита или Авадхутагита). Некоторые гиты являются синкретическими сборниками, подобно Пандавагите. Другие же носят более аутентичный характер и вышли из-под пера одного автора. 
Общее число писаний, выделенных в категорию «гита», достаточно велико. Если считать "узкошкольные" тексты и тексты, написанные современными учителями, то их количество, скорее всего, будет приближаться к сотне.

## Классические гиты
| Название                           | Источник                                                                                                | Школа, Описание |  |
| ---------------------------------- | --- | --- |  |
| Авадхута-гита                      | | Веданта Эта возвышенная «Песня Свободного» толкует окончательные истины недуалистической Веданты. Авадхута-гита поведана Даттатрейей шишье Карттике. Философское изложение как принципов адвайты, так и идей отречения. Включает 8 глав, и 271 стих. Одна из важнейших и почитаемых гит Хинду Дхармы. Является самостоятельным, законченным произведением. |  |
| Аванти-брахмана-гита               | Бхагавата-пурана, XI, 23                                                                                | Вайшнава Является частью Уддхава-гиты. Содержит 61 шлоку. Постулирует идеи отречения от всего мирского. |  |
| Агастья-гита                       | Вараха-пурана                                                                                           | Адвайта |  |
| Анугита                            | Махабхарата, XIV, 16-51                                                                                 | Вайшнава Вторая по количеству глав гита. Включает в свой состав 35 глав — с 16 по 51. Содержит философский диалог Арджуны и Кришны, после битвы на Курукшетре и коронации Юдхиштхиры. Арджуна вновь обращается к Кришне с просьбой поведать ему наставления, полученные ранее. Ану-гита структурно может быть разделена на три части. Первая часть включает главы с 16 по 23, вторая главы с 24 по 34 и третья с 35 по 51. В отличие от Бхагавад-гиты, конечный упор в тексте Ану-гиты делается на чистую джняну в духе философии Брахма-видьи. Примечательно, что второй раздел Ану-гиты, по существу, является отдельной гитой и носит название Брахмана-гита. |  |
| Аштавакра-гита (Аштавакра Самхита) | | Веданта Диалог риши Аштавакры и царя Джанаки. Содержит 20 глав. Основная идея — адвайта, джняна-йога, Брахма-видья. Одна из важнейших гит. По существу, вторая по популярности после Бхагавад-гиты. Является самостоятельным, законченным произведением. Имеет также название Аштавакара-самхита. |  |
| Бака-гита                          | Махабхарата, III, 193                                                                                   | в редакции Кинджавадекара (Kinjavadekar). |  |
| Бикша-гита                         | Бхагавата-пурана, XII, 5                                                                                | Вайшнава Это маленькая гита представленная 13 шлоками пятой главы 12-го тома Шримад Бхагавата-Пураны и является венцом наставлений Шукадевы для царя Парикшита. Отражает идеи монизма. |  |
| Бодхья-гита                        | Махабхарата, XII, 178                                                                                   | Веданта Эта маленькая гита является третьей из трёх последовательно идущих друг за другом гит (Шампаки-гита — Манки-гита — Бодхья-гита). Представлена 178-й главой Шантипарвы. Содержит 13 шлок. Постулирует идеи санньясы. |  |
| Брахма-гита                        | Сканда-пурана, Сута-самхита, 4 и Яджнавибхаваканда, главы 1-12 Йога-васиштха, раздел «Нирвана», 173—181 | Веданта Существует в двух вариантах. Первый вариант мы находим в Сканда-пуране, в Яджнавибхаваканде, в главах с 1 по 12. Второй вариант приведён в Йога-васиштхе, в разделе Нирвана, в главах с 173 по 181. Как и большинство гит, оба этих писания отражают философские концепции адвайты. |  |
| Брахма-гита                        | Махабхарата, XIV, 20                                                                                    | В этой Гите, Васудева (Кришна) рассказывает Арджуне древнее сказание о беседе одной супружеской пары которая называется - «Прогоняющим страх». |  |
| Брахмана-гита                      | Махабхарата, XIV, 24-34                                                                                 | Вайшнава Составная часть Ану-гиты. Представлена в 14 томе Махабхараты Ашвамедхикапарве, главами с 24 по 34 и составляет, таким образом, 11 глав. |  |
| Бхагавад-гита                      | Махабхарата, Шантипарва, VI                                                                             | Санкхья Главная гита и великая жемчужина всего Индуизма. Содержится в тексте Махабхараты, в её шестом томе «Бхишмапарва», включает в себя 18 глав (главы с 25 по 42). В своей самой распространенной редакции со списков прокомментированных Шанкарачарьей (Адвайта-веданта) содержит 700 шлок. (Школа кашмирского шиваизма, к примеру, опирается на иной вариант Бхагавад-гиты, содержащий 715 шлок). Поведана Кришной Арджуне на поле битвы Куру. Отражает философию Брахма-видьи. Является священной книгой практически для всех направлений Санатана-дхармы. Является составной частью Прастхана-трайи. Существует во множестве переводов. |  |
| Бхагавати-гита                     | Маха-бхагавата-пурана                                                                                   | Шактизм |  |
| Бхикшу-гита                        | Бхагавата-пурана, 11, 23                                                                                | Вайшнава |  |
| Бхишма-гита                        | Махабхарата, XIII, 14 и 17; 149; VI, 65 - 68                                                            | Вайшнава, Шайва Бхишма-Гита состоит из трех-Гимнов: Гимн Махадева (Ишвара), Гимн Махавишну и Гимн Нараяна. Гимн Махадеве находится в главах 14 и 17 Анушасанапарвы (кн.13); Гимн Махавишну находится в главе 149 Анушасанапарвы (кн.13), а Гимн Нараяне находится в главах с 65 по 68 (61-64) из Бхишмапарвы (кн.6). |  |
| Бхуванешвари-гита                  | | Шактизм Данная гита прославляет Бхуванешвари. Является сакральным текстом традиции шактизма. Написана в духе бхакти, но также содержит большое количество эзотерической информации. |  |
| Бхуми-гита                         | Бхагавата-пурана, XII, 3                                                                                | Вайшнава Вайшнавская гита, содержится в Шримад Бхагавата-пуране, в 12 томе, третьей главе. Содержит 52 шлоки. Описывает различные юги в духе философии вайшнавизма. Философская идея — бхакти. |  |
| Вамадева-гита                      | Махабхарата, XII, 93-95 (92-94)                                                                         | Данная гита содержит три главы и 70 шлок. Изречена Бхишмой на смертном одре. |  |
| Васиштха-гита                      | Йога-Васиштха                                                                                           | Веданта Представляет собой компиляцию шлок из Йога-васиштхи. Это 230 шлок, отражающих суть Йога-васиштхи. |  |
| Вену-гита                          | Бхагавата-пурана, X, 21                                                                                 | Вайшнава Отражение чистой любви гопи к Кришне в виде воспевания его достоинств. Вену-гита является частью десятого тома Шримад Бхагавата-пураны, и является 21-й главой данного произведения, состоящий из 21 шлоки. Постулирует идеи чистого бхакти. Другое название — Гопика-гита. |  |
| Вибхишана-гита                     | Рамачаритаманас                                                                                         | Веданта Явлена нам в части Ланкаканды в Шри Рамачаритаманасе. Поведана Рамой Вибхишане на поле битвы. Отражает идеи дхармы и отрешённости. |  |
| Видья-гита                         | Трипура-рахасья, гл.20                                                                                  | Шактизм Является частью Трипура-рахасьи (20-я глава). Содержит 135 (по другой версии 138) шлок. Отражает диалог Шри Лалиты Деви с мудрецами. Отражает глубочайшие грани Брахма-видьи. Это знание самой Шри. Важнейший шактистский текст. |  |
| Вирата-гита                        | Махабхарата, XII, 280                                                                                   | Вайшнава см. Вритра-гита. |  |
| Вичакхнья-гита (Вичхакхну-гита)    | Махабхарата, XII, 266                                                                                   | Эта гита, состоящая всего из 14 шлок, представленных в 266 главе Шантипарвы. Содержит наставления Раджи Вичакхью, и пересказана Бхишмой Юдхиштхире. Эта песнь направлена на порицание ведийских жертвоприношений, и проповедует принцип ахимса. |  |
| Вритра-гита                        | Махабхарата, XII, 282—281                                                                               | Вайшнава Содержит наставления Вритры о необходимости вайрагьи в любой ситуации, и теологические наставления Санаткумары о величии Вишну и учение о перевоплощении дживы. |  |
| Вьядха-гита (Дхармавьядха-гита)    | Махабхарата, III, 198—206                                                                               | Веданта Поведана Маркандеей о Вьядхе, торговце мясом, дающим поучение брахману. Постулирует идеи карма-йоги и необходимости исполнения долга. Эта Гита состоит из 18 шлок, которые взяты из глав 198-207 по редакции (BORI edn.,) и главы 207-216 по редакции (Kinjawadekar edn.,). |  |
| Вьяса-гита                         | Курма-пурана, Уттара-вибхага, гл. 12-33                                                                 | |  |
| Ганеша-гита                        | Ганеша-пурана, Крида-кханда, 138—148                                                                    | Ганапатья По формату и содержанию очень близка к тексту Бхагавад-гиты, являясь, по существу, калькой с последней, и отражает те же идеи, что и Бхагавад-гита. В качестве Бхагавана в ней выступает Ганеша. Данная гита, как и вся Ганеша-пурана в целом, наряду с Ганешопанишад являются важнейшими текстами традиции ганапатьев. |  |
| Гопи-гита                          | Бхагавата-пурана, X, 31                                                                                 | Вайшнава Начинается со слов «jayati te.adhikaM» |  |
| Гопика-гита                        | Бхагавата-пурана, X, 21                                                                                 | Вайшнава см. Вену-гита |  |
| Горокша-гита                       | | Шиваизм Авторство приписывается Горакшанатху — крупному реформатору традиции Натхов. |  |
| Гуру-гита                          | Сканда-пурана, Уттара-канда                                                                             | Шиваизм Является частью диалога Шивы и Парвати о величии положения Шри Гуру. Содержит 182 шлоки. |  |
| Деви-гита                          | Деви-бхагавата-пурана, VII, 31-40                                                                       | Шактизм Содержит наставления Деви мудрецам. Важнейший шактистский текст, содержащий как философскую составляющую, так и конкретные практические предписания. |  |
| Деви-гита (Курма-деви-гита)        | Курма-пурана, I, 11, 1 — 336                                                                            | Шактизм Шактистское писание в духе джняна-бхакти. |  |
| Деви-гита (Парвати-гита)           | Махабхагавата-пурана, 15 — 19                                                                           | Шактизм |  |
| Джагадгуру-ренука-гита             | Сиддханта-шикхамани                                                                                     | Шиваизм Диалог Ренуки и Агастьи. Текст Джагадгуру-ренука-гиты является составной частью «Сиддханта-шикхамани» содержит 14 глав и является важнейшим текстом шайвов, в частности Вирашайвов. Содержание — философские изложения недвойственности, шайва-йога. |  |
| Дживанмукта-гита                   | Даттатрея                                                                                               | Веданта «Песнь освобождённого при жизни». Поведана Даттатрейей. Эта короткая гита, включает в себя 24 шлоки. Философское изложение принципов адвайты. Является самостоятельным, законченным произведением. |  |
| Дхармавьядха-гита                  | Махабхарата III, 198—206                                                                                | Веданта см. Вьядха-гита |  |
| Ишвара-гита                        | Курма-пурана, Уттара-вибхага, 1-11                                                                      | Ведический мудрец Вьяса рассказывает о происхождении мира и человеческой души, а также о принципах йоги. |  |
| Ишвара-гита                        | Махабхарата (спорно)                                                                                    | см. Уттара-гита |  |
| Кама-гита                          | Махабхарата, XIII                                                                                       | Вайшнава, веданта наряду с Ану-гитой обнаруживается в Ашвамедхапарве в 13-й главе. Она отражает наставления Кришны, которые он давал Юдхиштхире. Это очень интересная гита, повествующая нам о непреодолимости силы Камы. Важный йогический текст. Постулирует полную внутреннюю вайрагъю, должную превалировать над внешним отречением и важность абхьясы. |  |
| Капила-гита                        | Бхагавата-пурана, III, 23-33                                                                            | Вайшнава, йога, санкхья Является частью третьего тома Шримад Бхагавата-пураны, включает 9 глав (главы с 25 по 33) и отражает диалог Капилы и Девахути. Некоторые добавляют в её состав также 23 и 24 главы. Тема гиты- йога и санкхья. |  |
| Манки-гита                         | Махабхарата, Шантипарва, 177                                                                            | Веданта, йога вторая из трёх последовательно идущих друг за другом гит (Шампаки-гита — Манки-гита — Бодхья-гита). Представлена 177-й главой Шантипарвы. Содержит 54 шлоки. Постулирует необходимость отречения и полного контроля чувств в любой жизненной ситуации. |  |
| Нахуша-гита                        | Махабхарата, III, 177-178                                                                               | Веданта В этой повести говорится о проклятии Агастйи и о разрешении этого проклятия. Змей задает вопросы царю Юдхиштхире и после они меняются ролями. Так изложена философская беседа между двумя мудрецами. |  |
| Пандава-гита                       | Махабхарата, Бхагавата-пурана, Вишну-пурана                                                             | Вайшнава Одна из так называемых «спорных» гит. Содержит компиляцию шлок из Махабхараты, Шримад Бхагавата- и Вишну-пуран. Содержит 82 шлоки. Данные шлоки содержат чудесные восхваления Вишну. Философская составляющая — бхакти. Авторство неизвестно, однако, по другим источникам приписывается Сатью Чайтанье. Опубликована Раджагопалом в 1970 году. |  |
| Парашара-гита                      | Махабхарата, XII, 292—300                                                                               | Вайшнава Содержит наставления риши Парашны царю Джанаке, поведанные Бхишмой Юдхиштхире. Постулирует идеи карма-йоги, необходимость дхармы, отрешение от самости. |  |
| Пингала-гита                       | Махабхарата, XII, 174                                                                                   | Вайшнава, \| Веданта Данная гита открывает раздел Мокшадхармы — целый глубокий пласт философских текстов из 12 тома Махабхараты — Шантипарвы. Данная гита представлена 174-й главой и включает 53 шлоки. В данной песне и последующих шлоках царь Юдхиштхира постигает науку, ведущую к освобождению обращаясь за наставлениями к Бхишме. Данная гита повествует о необходимости контроля чувств и отречения от мирского. |  |
| Рама-гита                          | Брахманда-пурана Адхьятма-Рамаяна, VII, 5                                                               | Вайшнава Содержит 62 шлоки. Включает в себя диалог Рамы и Лакшмана. Рама даёт наставления брату. Философское изложение принципов адвайты, Брахма-видья. |  |
| Рибху-гита                         | Шиварахасья-пурана, VI                                                                                  | Шайва, адвайта Явлена в шестой части Шиварахасья-пураны, и является наиважнейшей частью данного текста. Отражает диалог риши Рибху и его ученика Нидагхи. Рибху-гита, пожалуй, наибольшая по количеству глав гита. Она представлена 44 главами и содержит 1924 стиха. Это философский труд в духе адвайты открывает читателю сокровище Брахма-видьи. |  |
| Ришабха-гита                       | Брахманда-пурана, V, 5, 1-30                                                                            | Вайшнава С 1-й по 27-ю шлоку является наставлениями Ришабхи своим сыновьям. Шлоки с 28 по 35 описывают жизнь Ришабхи в отречении. Философский аспект постулирует отречение от мирской деятельности. |  |
| Ришабха-гита                       | Махабхарата, XII, 124, 125, 128                                                                         | Эта Гита состоит из трех глав: 124, 125 и 128 взятых из Шантипарвы. В некоторых редакциях Махабхараты порядок глав изменяется, так, номера глав 125, 127, 129 из редакции (BORI) и 125-128 из редакции (Kinjavadekar). |  |
| Рудра-гита                         | Бхагавата Пурана, IV, 24                                                                                | Вайшнава Рудра воспевается величие Вишну, в отличие от Шива гиты, представляющей Шиву верховным Бхагаваном, персонифицированным Брахманом, а Раму вопрошающим, преданным учеником. |  |
| Рудра-гита                         | | Шайва По имеющимся сведениям, существует вариант Рудра-гиты, отличной от версии Бхагавата-пураны и включающий в себя, по крайней мере, четыре главы, отражающие мировоззрение шайвов. |  |
| Сиддха-гита                        | Йога-Васиштха                                                                                           | |  |
| Сурья-гита                         | Таттвы Сараьяны, Карма-кханда, 3, 1-5. см. Рама-гита                                                    | Веданта Автор книги — Гуруджнанавасиштха, Тамилнад. Сурья-гита — часть третьего раздела Пада-кармаканда, и представлена главами с первой по пятую. Включает три раздела: джняна, упасана и карма. Просматриваются некоторые параллели с Чандогья Упанишад. |  |
| Сута-гита                          | Сканда-пурана, Яджнявайбхава-кханда, 13-20                                                              | Веданта Изложена риши Сутой. Постулирует идеи адвайты, Брахма-видья. |  |
| Уддхава-гита                       | Бхагавата-пурана, XI. 6-29                                                                              | Вайшнава Включает в себя 24 главы (с 6 по 29). Является изложением диалога Кришны и Уддхавы — последнее учение Господа Кришны своему самому горячему преданному и дяде Уддхаве. Охватывает широкий аспект тем — как философских, так и практических наставлений. Основная идея джняна-бхакти. Одна из наиболее объёмных гит. Так же некоторыми из текса Уддхава-гиты отдельно выделяют Хамса-гиту (13 глава, 45 шлок), отражающую философию санкхьи и Аванти-брахмана-гиту (23 глава, 61 шлока), отражающую философию отречения от мирского уклада жизни. |  |
| Утатхйя-гита                       | Махабхарата XII, 91-92 (90-91)                                                                          | В этой Гите Бхишма повествует Юдхиштхире повесть мудреца Утатхи из рода Ангираса о дхарме царя и подданных. |  |
| Уттара гита (Ишвара-гита)          | Курма-пурана (спорно) Махабхарата (спорно)                                                              | Вайшнава или : Шайва Диалог между Кришной и Арджуной. Текст Уттара-гиты традиционно относят к Махабхарате, однако либо он существует не во всех редакциях, либо вообще является самостоятельным произведением. Объём текста — три главы и 118 шлок. В ней Арджуна наслаждаясь плодами победителя, сетует на свою забывчивость, вновь вопрошает Кришну поведать ему Брахма-видью, услышанную на поле Курукшетра (Бхагавад-гита). Как и текст Бхагавад-гиты, Уттара-гита открывает нам философию Брахма-видьи. В Махабхарате есть ссылка на существование Уттара-гиты в Курма-пуране под названием Ишвара-гита. Возможно, что Уттара-гита Махабхараты является частью Ишвара-гиты из Курма-пураны. Она представлена главами с первой по одиннадцатую в части Уттаравибхаги. Также есть ссылка на Ишвара-гиту в Агни-пуране. Данная версия гиты имеет ярко выраженный акцент в духе шиваизма. Более детальная информация по обоим вариантам Ишвара-гиты отсутствует. |  |
| Хамса-гита                         | Бхагавата-пурана, XI, 13 Махабхарата, XII, 301                                                          | Йога, Санкхья Первый и наиболее известный вариант Хамса-гиты представлен в Махабхарате, в Шантипарве 301 главой. Содержит 45 шлок. Пересказана Бхишмой Юдхиштхире из наставлений данных Хамсой мудрецам. Излагает принципы поведения и философию Мокшадхармы. Второй вариант Хамса-гиты мы встречаем в Шримад Бхагавата-пуране, в 13-й главе 11-го тома. Данная гита является также частью Уддхава-гиты. Она представлена 42 шлоками и содержит наставления по йоге и санкхье. |  |
| Хануман-гита                       | Рамаяна (спорно)                                                                                        | Предположительно, является частью Сундара-канды Рамаяны Валмики. |  |
| Хари-гита                          | Махабхарата, VI, 25-42                                                                                  | Вайшнава Имя, данное Бхагавад-гите риши Нарадой. |  |
| Харита-гита                        | Махабхарата, XII, 279                                                                                   | Санкхья Короткая гита, содержит 20 шлок и является составной частью Шантипарвы — 12-го тома Махабхараты, 279 глава. Входит в Мокшадхарму. Представлена 23 шлоками. Постулирует идеи отрешённости, является своеобразным сводом правил для паривраджаков. |  |
| Шадджа-гита                        | Махабхарата, XII, 161 (167)                                                                             | Веданта В этой Гите Пандавы обсуждают тему трех основных целей жизни: дхарма, кама и артха. |  |
| Шампака-гита                       | Махабхарата, XII, 176                                                                                   | Веданта Первая из трёх последовательно идущих друг за другом гит — Шампаки-гита / Манки-гита / Бодхья-гита. Представлена в 176 главе Шантипарвы. Содержит 24 шлоки. Эта и последующие две гиты входящие в Мокшадхарму, были поведаны Юдхиштхире Бхишмой. Призывает довольствоваться малым, осуждая излишнее стремление к богатству как источник возникновения привязанностей. |  |
| Шаунака-гита                       | Махабхарата, III, 2:15-48                                                                               | Веданта В этой Гите мудрец Шаунака повествует царю Юдхиштхире древнюю повесть пропетую Джанакой о бренности материальной зависимости. |  |
| Шива-гита                          | Падма-пурана, Патала-кханда                                                                             | Шайва Является составной частью Падма-пураны, часть Патала-канды. Содержит 768 шлок. Отражает диалог Шивы и Рамы. Рама обращается к Шиве за наставлениями. Является важнейшим философским текстом, однако присутствует не во всех вариантах Падма-пураны, являющейся наиболее скандальной Пураной из-за активного вмешательства в её текст некоторых вайшнавских течений. Является частичной философской калькой с текста Бхагавад-гиты. Философская концепция — Брахма-видья. |  |
| Шива-шампака-гита                  | | |  |
| Шримад Бхагавад-гита-махатмйам     | Шри Вайшнавийа-тантра-сара                                                                              | Вайшнава Это повествование поведал Сута Госвами. |  |
| Шрутая-гита                        | Бхагавата-пурана,X, 87, 14-41                                                                           | Вайшнава Хвалебная песнь Шрутаи. Носит ярко выраженный вишнуитский характер. Идея — бхакти. |  |
| Яма-гита                           | Вишну-пурана, 3, 1-7 Агни-пурана, 3, 381 Нарасимха-пурана, 8                                            | Веданта Вайшнава Очень интересна тем, что существуют три различные версии Яма-гиты в трёх различных Пуранах. Первый вариант мы находим в третьем томе Вишну-пураны, в главах с первой по седьмую. Это наиболее объёмный вариант Яма-гиты. Второй вариант изложен в третьей части, 381 главе Агни-пураны, и насчитывает 37 шлок. Третий вариант представлен восьмой главой Нарасимха-пураны, и содержит 39 шлок. В Агни-пуране Яма даёт знание о Брахмане. Данный вариант Яма-гиты имеет соотнесение с Катха-упанишад, поскольку является отражением диалога Ямы и Начикеты. В Нарасимха-пуране Яма-гита (в противоположность гите из Агни-пураны) представляет собой ярко выраженный вишнуитский текст. |  |

## Современные гиты
Кроме того, существует множество современных гит, написанных исходя из наставлений риши современности. В качестве примера, можно привести такие гиты, как:
| Название      | Школа, Описание |
| ------------- | --- |
| Амрита-гита   | Йога Написана Свами Шиванандой. Включает в себя 10 глав, описывающих десять видов Йоги, и дающая необходимые рекомендации ищущим.                                |
| Рамана-гита   | Веданта Современное писание, составленное учеником Рамана Махариши, Васиштхой Ганапати, со слов учителя. Содержит 18 глав. Философская концепция — Брахма-видья. |
| Санньяси-гита | Веданта Автор — Свами Вивекананда. Написана в июле 1885 года в парке Тысячи Островов в Нью-Йорке                                                                 |
| Чидакаша-гита | Веданта Современное писание, включающее в себя 286 шлок, написанное по наставлениям Свами Нитьянанды. Философская концепция — джняна-бхакти.                     |